# Pristomyrmex rigidus
Pristomyrmex rigidus é uma espécie de formiga do gênero Pristomyrmex, pertencente à subfamília Myrmicinae.